# Vanessa Porto
Vanessa Alessandra Teixeira Porto (Americana, 16 de março de 1984) é uma lutadora profissional de artes marciais mistas e boxeadora brasileira. É uma das principais lutadoras de MMA brasileira e uma das primeiras do ranking mundial em sua categoria de peso-mosca.

## Carreira
No boxe amador foi campeã paulista pela Federação Paulista de Boxe. Participou em novembro de 2011 dos Jogos Abertos do Interior representando a cidade de Jaú, conquistando a medalha de prata na categoria de 64 kg.
Estreou no boxe profissional em 23 de setembro 2017 pela categoria super-leve, perdendo para a medalhista olímpica Adriana Araújo, em decisão dividida no Clube Atlético Juventus.

## Vida pessoal
É casada com seu treinador Pedro Iglesias.

## Cartel no MMA
| Cartel no MMA   |             |            |
| 31 lutas        | 22 vitórias | 9 derrotas |
| Por nocaute     | 4           | 2          |
| Por finalização | 11          | 1          |
| Por decisão     | 7           | 6          |

| Res.    | Cartel | Oponente                | Método                                  | Evento                               | Data       | Round | Tempo | Local                                 | Notas |
| ------- | ------ | ----------------------- | --------------------------------------- | ------------------------------------ | ---------- | ----- | ----- | ------------------------------------- | --- |
| Derrota | 22–9   | Liz Carmouche           | Decisão (unânime)                       | Bellator 256                         | 09/04/2021 | 3     | 5:00  | Uncasville, Connecticut               | |
| Vitória | 22-8   | Karina Rodríguez        | Decisão (unânime)                       | Invicta FC 38                        | 01/11/2019 | 3     | 5:00  | Kansas City, Kansas                   | |
| Vitória | 21-8   | Pearl Gonzalez          | Decisão técnica                         | Invicta FC 34                        | 15/02/2019 | 4     | 2:34  | Kansas City, Kansas                   | Pelo cinturão vago Peso Mosca do Invicta FC. Após cotovelada acidental no olho, Vanessa não pôde continuar na luta, sendo declarada vencedora. |
| Vitória | 20-8   | Mariana Morais          | Finalização (mata-leão)                 | Invicta FC 27                        | 13/01/2018 | 1     | 4:19  | Kansas City, Missouri                 | |
| Vitória | 19-8   | Milana Dudieva          | Nocaute (Chutes e socos)                | Invicta FC 26                        | 8/12/2017  | 3     | 3:02  | Las Vegas, Nevada                     | |
| Derrota | 18-8   | Agnieszka Niedźwiedź    | Decisão (unânime)                       | Invicta FC 23                        | 20/05/2017 | 3     | 5:00  | Kansas City, Missouri                 | |
| Derrota | 18-7   | Jennifer Maia           | Decisão (unânime)                       | Invicta FC 16                        | 11/03/2016 | 5     | 5:00  | Las Vegas, Nevada                     | Pelo cinturão interino Peso Mosca do Invicta FC                                                                                                |
| Vitória | 18-6   | Roxanne Modafferi       | Decisão (unânime)                       | Invicta FC 12                        | 24/04/2015 | 3     | 5:00  | Kansas City, Missouri                 | |
| Vitória | 17-6   | Ana Maria               | Decisão (unânime)                       | Fatality Arena 6                     | 30/03/2014 | 3     | 5:00  | Niterói, Rio de Janeiro               | |
| Vitória | 16-6   | Zoila Frausto Gurgel    | Decisão (unânime)                       | Invicta FC 7: Honchak vs. Smith      | 07/12/2013 | 3     | 5:00  | Kansas City, Missouri                 | |
| Derrota | 15-6   | Barb Honchak            | Decisão (unânime)                       | Invicta FC 5: Penne vs. Waterson     | 05/04/2013 | 5     | 5:00  | Kansas City, Missouri                 | Pelo Cinturão Peso Mosca do Invicta FC. |
| Vitória | 15-5   | Tara LaRosa             | Decisão (unânime)                       | Invicta FC 3: Penne vs. Sugiyama     | 06/10/2012 | 3     | 5:00  | Kansas City, Kansas                   | Peso Casado (127 lbs); LaRosa não bateu o peso.                                                                                                |
| Derrota | 14-5   | Sarah D'Alelio          | Finalização (triângulo reverso)         | Invicta FC 2: Baszler vs. McMann     | 28/07/2012 | 1     | 3:16  | Kansas City, Kansas                   | |
| Vitória | 14-4   | Luana Teixeira          | Nocaute (soco)                          | PF - Pink Fight 2                    | 10/03/2012 | 1     | 0:41  | Campos dos Goytacazes, Rio de Janeiro | Ganhou o Título 132 lbs Inaugural do Pink Fight.                                                                                               |
| Vitória | 13-4   | Jennifer Maia           | Finalização (chave de braço)            | Kumite MMA Combate                   | 28/10/2011 | 2     | 3:55  | Porto Alegre, Rio Grande do Sul       | |
| Vitória | 12-4   | Kalindra Carvalho Faria | Finalização (chave de braço)            | RFC - Recife Fighting Championship 4 | 31/03/2011 | 1     | 3:57  | Recife, Pernambuco                    | |
| Vitória | 11-4   | Valdineia Santos        | Noucaute técnico (socos)                | PFC - Predador FC 17                 | 11/12/2010 | 1     | N/A   | Jaú, São Paulo                        | |
| Derrota | 10-4   | Amanda Nunes            | Nocaute técnico (interrupção do córner) | Samurai FC 2 - Warrior's Return      | 12/12/2009 | 2     | 5:00  | Curitiba, Paraná                      | |
| Vitória | 10-3   | Roberta Torno           | Finalização (chave de braço)            | Jungle Fight 16                      | 17/10/2009 | 1     | 1:47  | Rio de Janeiro                        | |
| Vitória | 9-3    | Mahalia Rocha de Morais | Finalização (chave de braço)            | Jungle Fight 15                      | 19/09/2009 | 1     | 4:28  | São Paulo                             | |
| Vitória | 8-3    | Germaine de Randamie    | Finalização (chave de braço)            | Revolution Fight Club 2              | 19/12/2008 | 1     | 3:36  | Miami, Flórida                        | |
| Derrota | 7-3    | Roxanne Modafferi       | Nocaute (joelhadas)                     | FFF 4 - Call of the Wild             | 03/04/2008 | 3     | 0:53  | Los Angeles, Califórnia               | Pelo Título Peso Galo do FFF. |
| Vitória | 7-2    | Hitomi Akano            | Decisão (dividida)                      | FFF 3 - War of the Roses             | 03/11/2007 | 5     | 3:00  | Ontario, Califórnia                   | |
| Vitória | 6-2    | Tonya Evinger           | Finalização (chave de braço)            | FFF 2 - Girls Night Out              | 14/07/2007 | 1     | 2:14  | Compton, Califórnia                   | |
| Vitória | 5-2    | Juliana Werner Aguiar   | Finalização (triângulo de braço)        | Super Challenge 1                    | 07/10/2006 | 1     | 1:20  | Barueri, São Paulo                    | |
| Vitória | 4-2    | Ana Maria               | Finalização (mata leão)                 | Gold Fighters Championship           | 20/05/2006 | 2     | 4:45  | Rio de Janeiro                        | |
| Derrota | 3-2    | Cristiane Justino       | Decisão (unânime)                       | Storm Samurai 9                      | 20/11/2005 | 3     | 5:00  | Curitiba, Paraná                      | |
| Vitória | 3-1    | Juliana Werner Aguiar   | Finalização (triângulo de braço)        | Storm Samurai 8                      | 02/07/2005 | 1     | 0:33  | Brasília, Distrito Federal            | |
| Vitória | 2-1    | Juliana Werner Aguiar   | Nocaute técnico (socos)                 | Champions Night 12                   | 06/05/2005 | 1     | 4:08  | Marília, São Paulo                    | |
| Vitória | 1-1    | Elaine de Lima          | Finalização (chave de braço)            | Body Fight 2                         | 02/04/2005 | 1     | 1:01  | Maringá, Paraná                       | |
| Derrota | 0-1    | Carina Damm             | Decisão (unânime)                       | Barra Submission Wrestling           | 19/02/2005 | 2     | 5:00  | São João da Barra, Rio de Janeiro     | |